# ジェームス・ハント
ジェームス・サイモン・ウォリス・ハント（James Simon Wallis Hunt, 1947年8月29日 - 1993年6月15日）は、イギリス出身の元レーシングドライバー。1976年にF1のワールドチャンピオンを獲得した。2014年1月に国際モータースポーツ殿堂入り。

## プロフィール
株式仲買人の父親を持つ裕福な家庭に生まれ、8歳の頃より寄宿学校で生活する。学生時代は様々なスポーツで活躍し、テニスやスカッシュの選手として優秀だった。医師になることを期待されていたが、18歳の時初めてモータースポーツに出場し、その世界で生きることを決める。家族からはレース活動を反対され援助されず、貧しい下積み時代を送る。

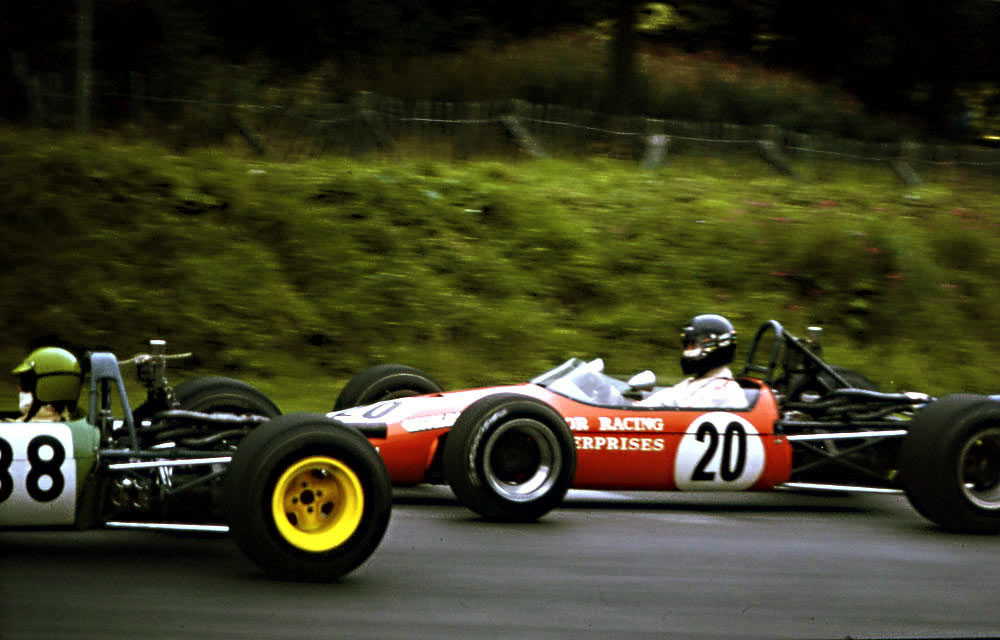
F3時代（1969年）

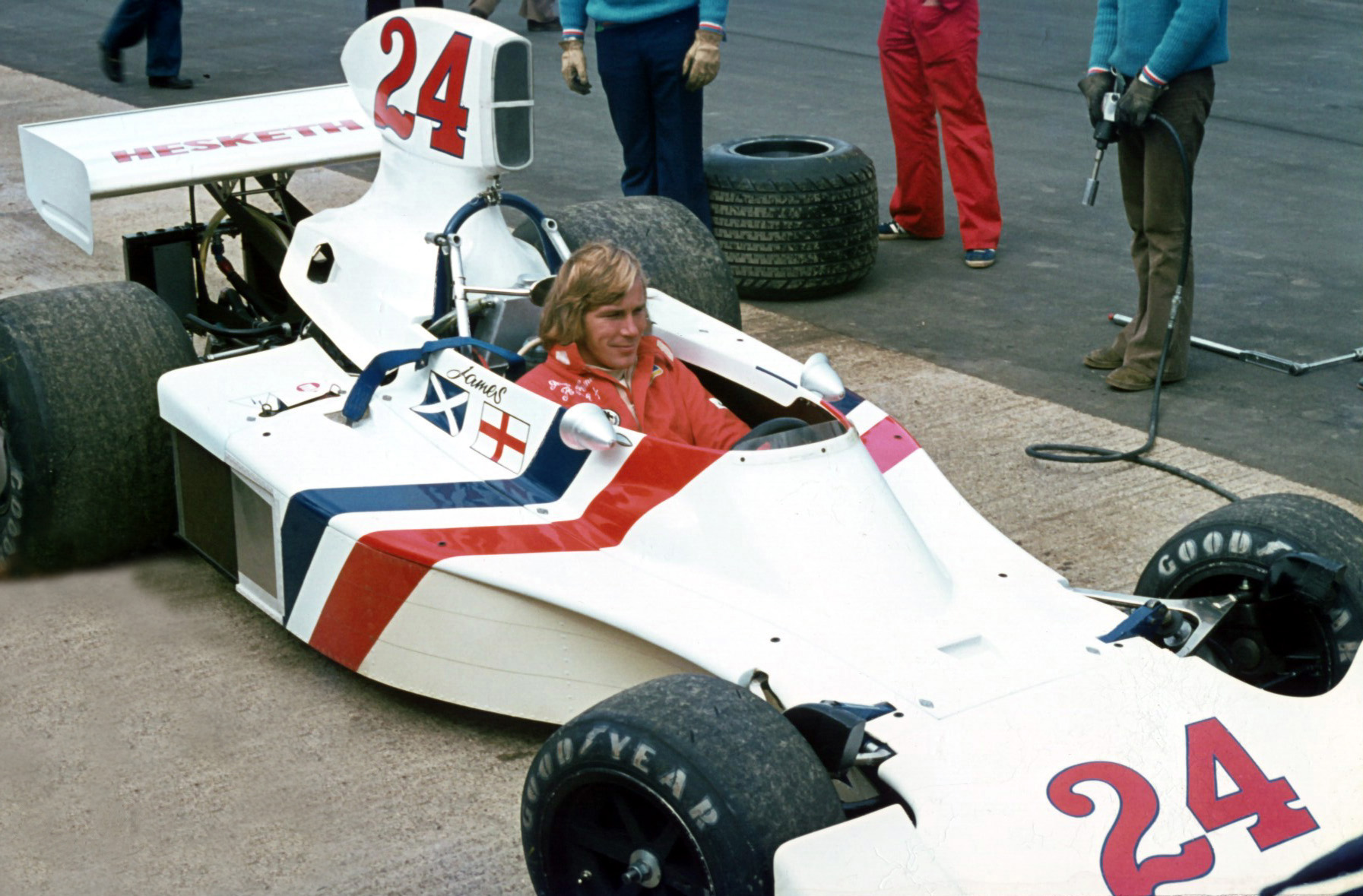
ヘスケス時代（1975年）

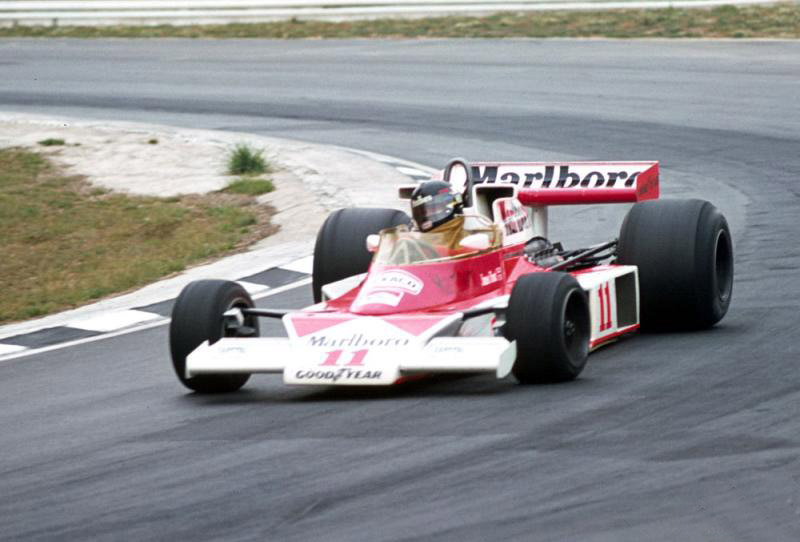
マクラーレン時代（1976年）

ジュニアフォーミュラ時代は頻繁に自分のマシンを壊したため、姓のハントの韻を踏んだハント・ザ・シャント（Hunt the Shunt、「壊し屋ハント」）というあだ名で呼ばれた。だが、レース好きの貴族アレクサンダー・ヘスケス卿が立ち上げたヘスケスに加入したことが転機となり活躍し始めた。F3、F2を経て、1973年にはヘスケスチームとともにF1へステップアップする。
F1では1975年オランダGPで初優勝（ヘスケスチーム唯一のF1勝利）を達成した。チームが資金難で撤退したためシートを失ったが、翌年のエマーソン・フィッティパルディの後任としてマクラーレン加入が決まる。
1976年、登場4年目となるも依然として高い性能を誇るマクラーレン・M23との相性も良く、優勝を2度も失格処分で取り消されながらも（1回は後に再認定）、フェラーリのニキ・ラウダとチャンピオンを争う。ラウダがドイツGPの炎上事故で欠場する間にポイント差を詰め、最終戦F1世界選手権イン・ジャパンで逆転し、ドライバーズチャンピオンに輝いた。このレースは雨の悪コンディションでラウダが自らリタイアし、ハントは上位を走行していたが、ウェットタイヤが消耗し残り数周でピットインを強いられた。順位を落としてタイトルを失ったと思い、ゴール後チーム関係者に怒鳴りかかったが、そこでようやく自分がチャンピオンだと知らされることになった（悪天のためレース運営が混乱し、ハント以外の上位車も順位が錯綜していた）。
カーナンバー1を付けた1977年もシーズン途中から投入されたニューマシン・M26で3勝を挙げたが、タイトルはラウダに奪還された。この年の日本グランプリでは優勝したが、レース後の表彰式をすっぽかして帰ってしまった。しかしこれがハントにとってF1最後の勝利となった。
1978年、マクラーレンはF1界を席巻しつつあったグラウンド・エフェクト・カーの開発に完全に乗り遅れ、非グラウンド・エフェクト車であるM26の継続使用となったためハントの成績は下降。第9戦フランスGPでの3位が最高成績となり、これを含んだ6位以内入賞が3回のみのドライバーズ・ランキング15位に沈んだ。マクラーレンのコンストラクターズ・ランキングも前年の3位から8位に転落し、移籍を決意する。
1979年からウルフに移籍したが、戦闘力の低いウルフ・WR7に失望し、シーズン途中の第7戦モナコGP決勝リタイヤを最後に現役引退を表明した。引退の理由については「チャンピオンシップがマシンの性能に大きく左右され、ドライバーの腕だけではいかんともし難くなり興味を失った」と述べている。
現役引退後はイギリスBBCのF1中継解説者となり、マレー・ウォーカーとの実況コンビで人気を博した。1993年、ウィンブルドンの自室で心臓発作により45歳で急逝。死の数時間前まで、いつものように友人にジョークを飛ばしていたという。

## 人物
長身、ブロンドの長髪、ハンサムなマスクといったロックスターのような風貌の持ち主。ヘスケス時代、チーム内では「スーパースター」の愛称で呼ばれていた。
色を好む古典的なプレイボーイ・レーサーで、私生活の放埓（ほうらつ）な話題には事欠かない。F1現役時代、ハントと一夜を過ごしその内容を報告するという依頼をオランダのゴシップ紙から受けた女性が、その「取材」に対し、「彼は大したこと無かったわ」と答えた。これを知ったイギリスの新聞各紙がこの件についてハントに弁明を求めたところ、ハントは「別に気にするようなことじゃない。大したことないのはお互い様さ」と返した。
また、1976年にワールドチャンピオンとなったため、フランス自動車クラブから表彰パーティに招かれた。そのブラックタイ着用義務があるフォーマルなパーティー会場へハントは蝶ネクタイとベルベットのジャケットは着用していたものの、ぼろぼろのジーンズにサンダル履き姿で現れるなど若き日はやや奇人めいた自由奔放なスタイルを取りつづけた。酒豪かつ愛煙家としても知られ、ある時はひどい二日酔いのままテスト走行に参加したが、コース脇にマシンを停めてしまいコクピットの中で寝ていたこともあった。
一方、繊細な神経の持ち主で、レース前には恐怖で嘔吐することもしばしばあったという。セキセイインコを愛するという一面もあり、自宅でセキセイインコを繁殖するブリーダーでもあった。

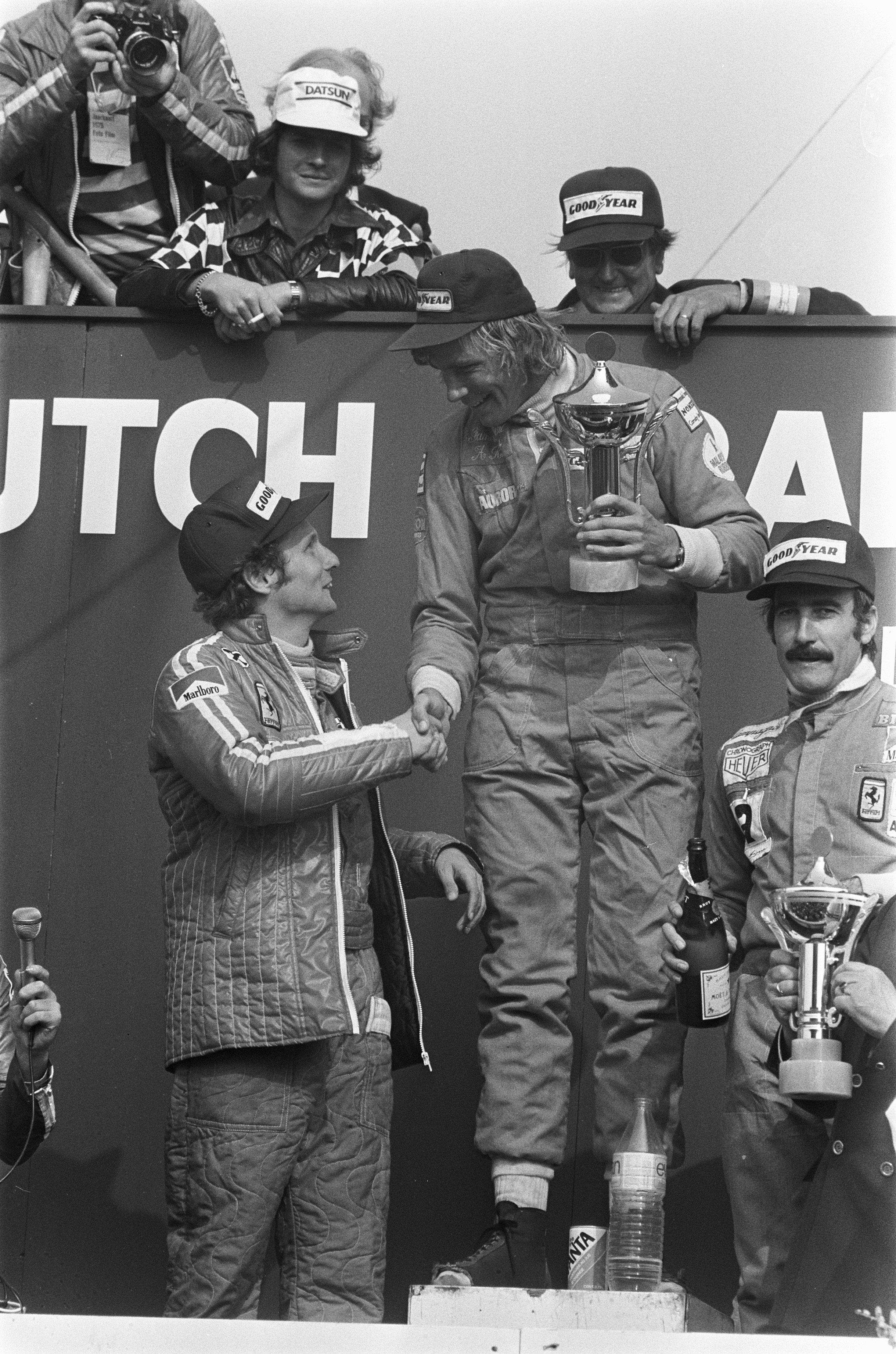
1975年オランダGPで初優勝したハント（中央）と握手するラウダ（左）

ニキ・ラウダとは対照的なキャラクターだったが、二人はF3時代から馬が合い、安アパートに同居したこともあった。ラウダのクラッシュ炎上事故の発生を露骨に喜ぶそぶりで関係者らのひんしゅくを買ったが、チャンピオン争いでは互いに実力を認め合う好敵手同士だった。また、2輪のロードレース世界選手権 (WGP) チャンピオンのバリー・シーンとは、奔放なライフスタイルが共通することから親友であった。
1976年、ゲストとして参加したカナダのフォーミュラ・アトランティックにて、ある地元選手に打ち負かされた。ハントはマクラーレンの監督（当時）であるテディ・メイヤーにその「地元選手」の獲得を進言する。その選手とは、後にフェラーリのスタードライバーとなるジル・ヴィルヌーヴであった（ヴィルヌーヴは翌'77年のイギリスGPにてマクラーレンからF1デビューする）。
1977年、カナダGPでは、マクラーレンの同僚であるヨッヘン・マスを周回遅れにしようとして追突し勝利を逃した。リタイアしたハントは激昂し、周回を続けるマスに拳を振り上げ、なだめようとしたマーシャルを殴り倒した。この件でハントには合計2750ドルの罰金が課せられた。
1979年モナコグランプリを最後にF1を引退すると、1981年からイギリスBBCのF1解説者として、歯に衣着せぬ発言を連発する辛口ぶりで知られることとなった。特にリカルド・パトレーゼに対しては、パトレーゼが1978年のロニー・ピーターソン死亡のきっかけとなる多重クラッシュ（パトレーゼと接触したハントのマシンがピーターソンに当たった）の原因であったと主張し、F1から追放しようとした7人のうちの一人がハントであり、15年経った1993年のパトレーゼF1最終年（そしてハントの死去年）に至っても酷評は変わらなかった。しかしその後事故の主因はハント自身の運転にある事が判明している。パトレーゼは「引退後テレビでF1の解説者をやる事があるかもしれないが、僕は人を傷つけたりする発言はしない。常に喧嘩を売りまくってる解説者もいるけどね」と反論するなど、関係が修復されないままハントはこの世を去った。現役時代からのライバルに対しても手厳しく評論し、カルロス・ロイテマンについて「彼は速い。しかし後方からプレッシャーを掛けられるのをとても嫌がるんだ。攻略は難しくはない。」と述べ、マリオ・アンドレッティに関しても「皆は俺を壊し屋と呼んだりするけど、俺に言わせればマリオの方がその名が似合うよ。彼はいつもアクシデントに巻き込まれに行くようだ。」など遠慮が無く、BBC中継の放映終了後にはハントの発言への抗議電話も多い半面、的確だと喜ぶ視聴者からの声もあった。
そんなハントが賛辞したのは1987年イギリスF3チャンピオンとなったジョニー・ハーバートであり、F3時代から高い評価を与えていた。当時落日のチーム・ロータスで苦戦していたハーバートを「ナイジェル・マンセルと同じマシンに乗せたら、彼の方が速い」とまで言っている。ハーバートは1995年イギリスGPでF1初勝利を挙げるが、ハントはその姿を見ることができなかった。また中嶋悟については「あれはタクシードライバーか？」とまで発言しており、「最強のホンダエンジンを搭載したマシンでも表彰台に昇れる訳が無い」と扱き下ろしていたが、1989年オーストラリアグランプリ以後は「ただ、全戦が雨で開催されるなら、話は変わってくる」と中嶋を技術面では認めるようになった（ただし体力が全くF1レベルではないとした）。
若いころから女性への興味を隠すことも無く、女性を抱くことへの情熱はハントのレースへの闘争心と必ず生きてレースを終えるという動機を駆り立てる起爆剤にもなっていた。結婚に二度失敗し、酒とドラッグに溺れる時期もあったが、それがもたらす悲惨さに気付いたハントの晩年3年間は心身ともクリーンだったと自身で告白している。30代後半になると若き日に見せていた奔放さも穏やかになり、引退後に歴代チャンピオンとして招かれるモナコグランプリでのパーティーやイギリスオートスポーツの年間表彰式には、完璧に仕立てられたパーティスーツに身を包み現れるようになった。
ハントが生前最後に見たグランプリは1993年モナコグランプリであった（続く第7戦カナダには姿を見せていなかった）。ウィンブルドンの高級住宅街に暮らしていたが、1980年に大型投資に失敗しており、最後の愛車はオースチン・A35バンであった。

## 家族

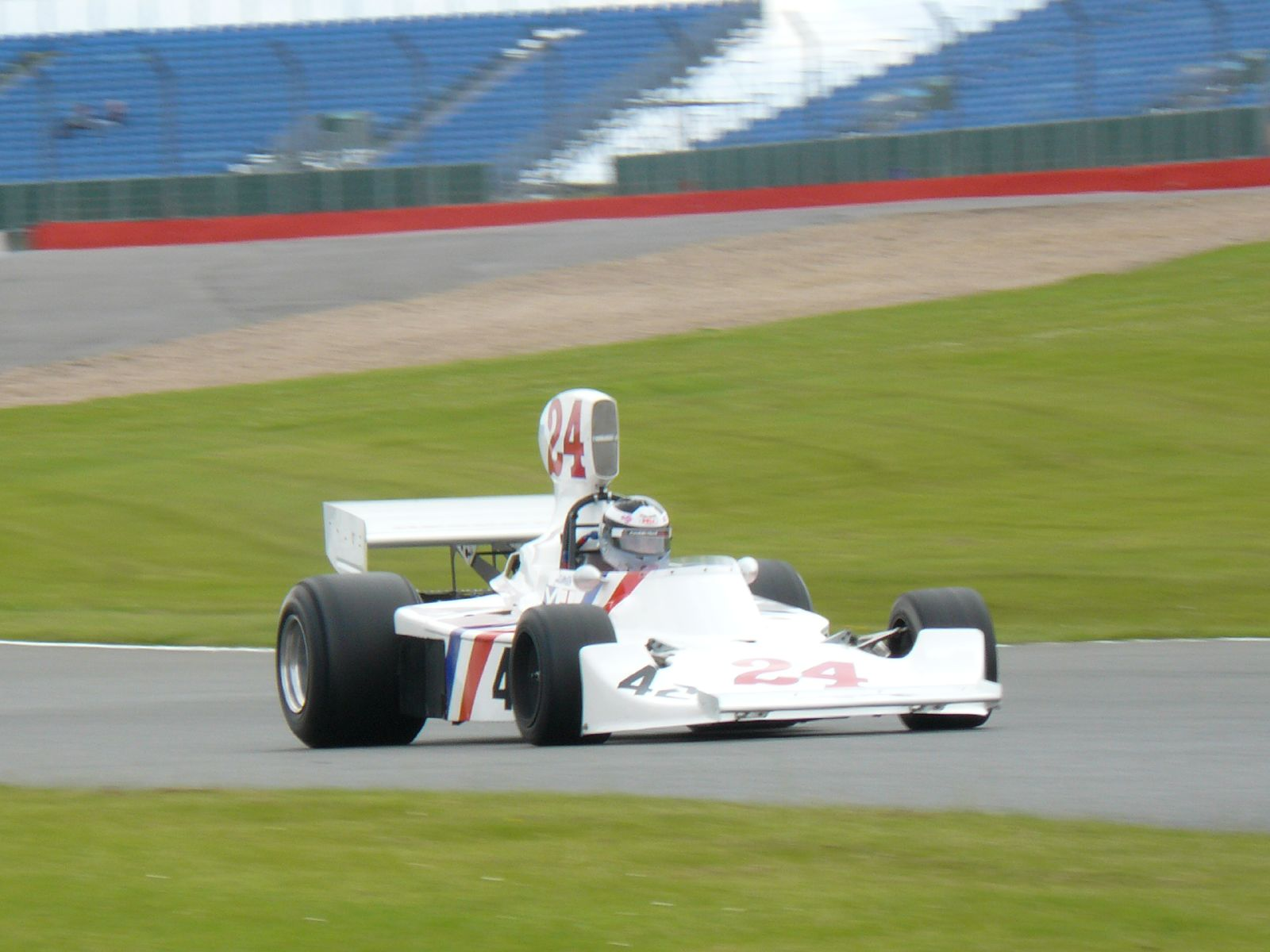
父親のかつての愛機ヘスケス・308に乗るフレディ・ハント（2007年シルバーストン）

私生活では2度結婚している。3人目の相手へのプロポーズが成功した数時間後、ハントは心臓発作でこの世を去った。
最初の妻となったモデルのスージー・ミラーは、俳優のリチャード・バートンとの不倫スキャンダルでマスコミを賑わせた。スージーはハントの元を去り、エリザベス・テイラーと離婚したバートンと再婚した。
2人目の妻との間に儲けた息子のフレディ・ハントは、父と同じくレーサーとなり、2007年にフォーミュラ・フォードにデビューした。2011年にはフレディとニキ・ラウダが対談する様子をF1公式ウェブサイトが公開している。
弟のデイヴィッド・ハントはレーサーを引退した後実業家となり、1994年にチーム・ロータスの経営に参加した。チームの消滅後も「チーム・ロータス」の名称使用権を保有し、2010年にロータス・レーシングが「チーム・ロータス」の復活を唱え、グループ・ロータスとの間で係争を行った際には、キーパーソンとして名が取りざたされた。

## 映画化
2011年、1976年シーズンのハントとラウダのライバル関係を描く"Rush"の製作が発表された。ピーター・モーガンが脚本を執筆、ロン・ハワードが監督を務め、ハント役は『マイティ・ソー』のクリス・ヘムズワースが演じた。
2013年9月より全米で封切られ、日本では邦題『ラッシュ/プライドと友情』として2014年2月7日に公開（2月1・2日先行上映）。日本語吹き替え版では堂本光一と東地宏樹がハント役を演じた。
劇中では人物像に脚色が施され、ラウダとは犬猿の仲だったがF1で実力を認め合った後で親友になるというストーリーが描かれている（実際には上述の通り、F3時代から仲が良い）。同様に1976年の最終戦・日本GPでは棄権したラウダがピットからハントのチャンピオン奪取を見届ける描写がなされているが、現実ではラウダはマシンを降りてすぐサーキットを離れ、空港で帰りの飛行機に乗る前に結果を知らされている。

## レース戦績

### F1
| 年     | チーム              | シャシー | エンジン                        | 1       | 2       | 3       | 4       | 5       | 6       | 7       | 8       | 9       | 10      | 11      | 12      | 13      | 14      | 15    | 16      | 17    | WDC  | ポイント |
| ------ | ------------------- | -------- | ------------------------------- | ------- | ------- | ------- | ------- | ------- | ------- | ------- | ------- | ------- | ------- | ------- | ------- | ------- | ------- | ----- | ------- | ----- | ---- | -------- |
| 1973年 | ヘスケス （マーチ） | 731      | フォード・コスワース DFV 3.0 V8 | ARG     | BRA     | RSA     | ESP     | BEL     | MON 9   | SWE     | FRA 6   | GBR 4   | NED 3   | GER     | AUT Ret | ITA DNS | CAN 7   | USA 2 |         |       | 8位  | 14       |
| 1974年 | ヘスケス （マーチ） | 731      | フォード・コスワース DFV 3.0 V8 | ARG Ret | BRA 9   |         |         |         |         |         |         |         |         |         |         |         |         |       |         |       | 8位  | 15       |
| 1974年 | ヘスケス            | 308      | フォード・コスワース DFV 3.0 V8 |         |         | RSA Ret | ESP 10  | BEL Ret | MON Ret | SWE 3   | NED Ret | FRA Ret | GBR Ret | GER Ret | AUT 3   | ITA Ret | CAN 4   | USA 3 |         |       | 8位  | 15       |
| 1975年 | ヘスケス            | 308B     | フォード・コスワース DFV 3.0 V8 | ARG 2   | BRA 6   | RSA Ret | ESP Ret | MON Ret | BEL Ret | SWE Ret | NED 1   | FRA 2   | GBR 4   | GER Ret | AUT 2   |         |         |       |         |       | 4位  | 33       |
| 1975年 | ヘスケス            | 308C     | フォード・コスワース DFV 3.0 V8 |         |         |         |         |         |         |         |         |         |         |         |         | ITA 5   | USA 4   |       |         |       | 4位  | 33       |
| 1976年 | マクラーレン        | M23      | フォード・コスワース DFV 3.0 V8 | BRA Ret | RSA 2   | USW Ret | ESP 1*  | BEL Ret | MON Ret | SWE 5   | FRA 1   | GBR DSQ | GER 1   | AUT 4   | NED 1   | ITA Ret | CAN 1   | USA 1 | JPN 3   |       | 1位  | 69       |
| 1977年 | マクラーレン        | M23      | フォード・コスワース DFV 3.0 V8 | ARG Ret | BRA 2   | RSA 4   | USW 7   |         | MON Ret |         |         |         |         |         |         |         |         |       |         |       | 5位  | 40       |
| 1977年 | マクラーレン        | M26      | フォード・コスワース DFV 3.0 V8 |         |         |         |         | ESP Ret |         | BEL 7   | SWE 12  | FRA 3   | GBR 1   | GER Ret | AUT Ret | NED Ret | ITA Ret | USA 1 | CAN Ret | JPN 1 | 5位  | 40       |
| 1978年 | マクラーレン        | M26      | フォード・コスワース DFV 3.0 V8 | ARG 4   | BRA Ret | RSA Ret | USW Ret | MON Ret | BEL Ret | ESP 6   | SWE 8   | FRA 3   | GBR Ret | GER DSQ | AUT Ret | NED 10  | ITA Ret | USA 7 | CAN Ret |       | 13位 | 8        |
| 1979年 | ウルフ              | WR7      | フォード・コスワース DFV 3.0 V8 | ARG Ret | BRA Ret | RSA 8   |         | ESP Ret |         | MON Ret | FRA     | GBR     | GER     | AUT     | NED     | ITA     | CAN     | USA   |         |       | NC   | 0        |
| 1979年 | ウルフ              | WR8      | フォード・コスワース DFV 3.0 V8 |         |         |         | USW Ret |         | BEL Ret |         |         |         |         |         |         |         |         |       |         |       | NC   | 0        |

- 太字はポールポジション、斜字はファステストラップ。(key)
- * : 規定違反のシャシーであった為、失格処分を受けたが後にレースへ復帰した。

### F1 （ノン・チャンピオンシップ）
| 年     | エントラント | シャシー          | エンジン    | 1       | 2       | 3     |
| ------ | ------------ | ----------------- | ----------- | ------- | ------- | ----- |
| 1973年 | ヘスケス     | サーティース・TS9 | フォード V8 | ROC 3   | INT     |       |
| 1974年 | ヘスケス     | マーチ・731       | フォード V8 | PRE Ret |         |       |
| 1974年 | ヘスケス     | ヘスケス・308     | フォード V8 |         | ROC Ret | INT 1 |
| 1975年 | ヘスケス     | ヘスケス・308     | フォード V8 | ROC     | INT Ret | SUI 7 |
| 1976年 | マクラーレン | マクラーレン・M23 | フォード V8 | ROC 1   | INT 1   |       |
| 1977年 | マクラーレン | マクラーレン・M23 | フォード V8 | ROC 1   |         |       |
| 1978年 | マクラーレン | マクラーレン・M26 | フォード V8 | INT Ret |         |       |
| 1979年 | ウルフ       | ウルフ・WR8       | フォード V8 | ROC     | GNM 2   | DIN   |

- 太字はポールポジション、斜字はファステストラップ。(key)